# Vilko Begić
Vilko Begić (Čazma, 20 gennaio 1874 – Milano, 1946) è stato un generale croato.

## Biografia
Begić nacque a Čazma, nell'allora Impero austro-ungarico, oggi in Croazia.
Fu colonnello dell'Imperiale e regio Esercito austro-ungarico. dopo la prima guerra mondiale divenne giornalista. Fu spesso attaccato dalla gendarmeria jugoslava. Nel 1924 fu arrestato per aver tentato di attraversare la frontiera illegalmente. Nel 1929 fu accusato di terrorismo, poi fu giudicato insieme a Vladko Maček. Nel 1933 fu arrestato a causa della diffusione di volantini. Rimase uno stretto collaboratore di Vladko Maček. Dopo la proclamazione dello Stato Indipendente di Croazia si unì all'Hrvatska legija, il nuovo esercito regolare della Croazia. Fu promosso col grado di generale di fanteria e il 14 agosto 1941 fu nominato Segretario di stato del Ministero della difesa.. Fu consigliere del Poglavnik Ante Pavelić. Nell'aprile del 1943 scortò Pavelić in visita da Adolf Hitler. All'inizio del settembre 1943 fu nominato Doglavnik (vice del Poglavnik) e divenne così membro della Doglavničko općinsko.